# Nastus humbertianus
Nastus humbertianus är en gräsart som beskrevs av Aimée Antoinette Camus. Nastus humbertianus ingår i släktet Nastus och familjen gräs. Inga underarter finns listade i Catalogue of Life.